# 나가이 가후
나가이 가후(일본어: 永井 荷風 나가이 카후[*], 1879년 12월 3일 ~ 1959년 4월 30일)은 일본의 소설가, 수필가, 번역가이다. 주로 메이지 시대와 쇼와 시대에 걸쳐 활동했다. 주요 작품으로 《힘겨루기》(腕くらべ), 《묵동기담》(濹東綺譚) 등이 있다.
본격적으로 문학에 뜻을 둔 것은 1901년경이며, 1909년 12월부터 도쿄 아사히 신문>에 <레이쇼>를 연재, 다음해부터 <미다분가쿠>의 창간에 참가했다. '와세다분가쿠'의 자연주의에 대항하는 탐미주의로 기울어져서 이른바 미다파의 신인들에게 탐미·퇴폐의 문학 취미를 양성하게 되었는데, 후에 에도적 화류 세계에의 탐닉으로 자폐하여 많은 화류소설의 걸작을 낳았다.

## 생애
나가이 가후의 본명은 나가이 소키치(永井 壮吉)로, 1879년 12월 3일 도쿄 고이시카와 구에서 공무원이었던 아버지 나가이 규이치로(永井 久一郎)의 장남으로 태어났다. 규이치로는 내무성에서 근무하다가 일본우선으로 옮겼다. 1894년 병에 걸려 입원하는 바람에 학업을 잠시 중단한 가후는 병원과 요양지에서 에도 시대의 통속 소설인 희작 문학을 탐독했다. 반년 후 복학했지만 학업에 흥미를 잃은 가후는 퉁소와 한시를 배우면서 소설을 쓰기 시작한다.
1897년 엄격했던 아버지가 일본우선의 상해 지점장이 되어 집을 비우자 유곽에 출입하면서 한학자의 아들답게 에도 음악, 만담, 우키요에 등에 빠져 지냈는데, 유흥비를 마련하기 위해 집에 있던 한문 서적을 내다 팔기도 했다. 1898년에 히로쓰 류로의 문하생이 되었고 이듬해에는 이와야 사자나미의 가르침을 받았으며 에밀 졸라에 심취했다. 1902년부터 ≪야심(野心)≫, ≪지옥의 꽃(地獄の花)≫, ≪꿈의 여자(夢の女)≫를 발표했는데, 특히 ≪지옥의 꽃≫은 모리 오가이(森鴎外)의 극찬을 받아 인기를 끌었다. 1908년 가후는 8월에 ≪미국 모노가타리(アメリカ物語)≫를, 이듬해 3월에는 ≪프랑스 모노가타리(ふらんす物語)≫를 출간했지만 퇴폐적 내용과 일본에 대한 모욕적 표현 등이 문제가 되어 발매 금지를 당한다. 같은 해 12월부터는 아사히(朝日) 신문에 ≪냉소≫를 연재하면서 신인 작가로 주목을 받게 된다. 1910년 모리 오가이와 우에다 빈의 추천으로 게이오대학 문학부 교수가 된다. 불어와 불문학을 가르치는 한편으로 대문호들과 친분을 쌓는다. 1916년 대학과 심각한 의견 대립을 겪은 가후는 교수직을 그만두고 신주쿠의 요초마치(余丁町)로 이사하는데, 자기 집을 단초테이라고 부르고 1917년 9월부터 여기에서 이름을 따 ≪단초테이 일기≫를 쓰기 시작한다. ≪단초테이 일기≫는 1959년까지 40년 이상 계속되어 가후의 개인사뿐만 아니라 당시 시대상을 반영하는 사료로서 가치가 크다. 이후 가후는 ≪힘겨루기≫를 비롯해 ≪에도 예술론(江戸芸術論)≫, ≪오카메자사≫, ≪장마 전후≫, ≪그늘의 꽃(ひかげの花)≫, ≪묵동기담(濹東綺譚)≫ 등의 작품을 남긴다. 1952년 에도 문학 연구의 업적을 인정받아 문화 훈장을 받았으며, 이듬해에는 일본예술원 회원으로 뽑힌다. 말년에 두문불출하고 홀로 살다가 1959년 4월 30일 새벽 서재 겸 침실에서 피를 쏟고 쓰러져 숨을 거둔 채 발견되었다. 향년 80세였다.

## 대표작
冷笑(레이쇼) (1909-1910)
나가이 가후의 장편소설. 그의 가장 문명비판적인 사상소설임과 동시에 탐미주의적 이론의 기초로서의 의의가 크다. 메이지 말기에 살던 근대인의 고민과 방황의 모습을 간취(看取)함과 동시에 그의 화류소설 다작기(多作期)에로의 전환의 의미를 찾아볼 수 있다.
地獄の花(지옥의 꽃)
「夢の女」(꿈의 여자)와 함께 사회의 부정(不正)과 인간성의 깊은 안쪽에 자리하고 있는 암흑성을 그려냈다.